# جوائز التمويل الإسلامي العالمية
جوائز التمويل الإسلامي العالمية (GIFA) هي جوائز في مجال الخدمات المصرفية والتمويل الإسلامي.[بحاجة لمصدر] تأسست GIFA على يد شركة الاستشارات Edbiz (وتديرها حاليًا Cambridge IFA) كجزء من دعوتها للخدمات المصرفية والتمويل الإسلامي.

## الحائزون على جائزة GIFA
في كل عام، تقوم لجنة جوائز GIFA بانتخاب رئيس دولة أو حكومة (أو شخصية قيادية معادلة من حيث المكانة والأهمية) كفائز بجائزتها الكبرى، والتي تسمى جائزة القيادة في التمويل الإسلامي العالمي. ويُعرف الفائز أيضًا باسم "الحائز على GIFA".
منذ تأسيس GIFA في عام 2011، أعلنت عن 12 فائزًا بجائزة GIFA:
- عبد الله بدوي ، رئيس وزراء ماليزيا الأسبق - 2011
- السلطان نسرين شاه ولاية بيراك الماليزية - 2012
- شوكت عزيز، رئيس وزراء باكستان السابق - 2013
- نور سلطان نزارباييف، رئيس جمهورية كازاخستان - 2014
- محمد السنوسي الثاني، أمير كانو، نيجيريا - 2015
- جوكو ويدودو، رئيس جمهورية إندونيسيا - 2016
- إسماعيل عمر جيله، رئيس جمهورية جيبوتي - 2017
- بكر عزت بيغوفيتش ، رئيس مجلس رئاسة البوسنة والهرسك (رئيس البوسنة والهرسك) - 2018
- سيريل رامافوزا، رئيس جنوب أفريقيا - 2019
- عارف علوي، رئيس باكستان – 2020
- معروف أمين، نائب رئيس إندونيسيا – 2021
- آبي أحمد علي، رئيس وزراء إثيوبيا – 2022
- ماكي سال، رئيس السنغال - 2023

## طالع أيضًا
- قائمة الجوائز المتعلقة بالدين [الإنجليزية]